# Delphinium macropogon
Delphinium macropogon är en ranunkelväxtart som beskrevs av Jaroslav Ivanovic Yaroslav Ivanovich Prokhanov. Delphinium macropogon ingår i släktet storriddarsporrar, och familjen ranunkelväxter. Inga underarter finns listade i Catalogue of Life.